# Pilotrichum lophophyllum
Pilotrichum lophophyllum là một loài rêu trong họ Pilotrichaceae. Loài này được Sull. mô tả khoa học đầu tiên năm 1861.